# جنت‌آباد (بخش مرکزی سربیشه)
جنت‌آباد یک روستا در ایران است که در بخش مرکزی شهرستان سربیشه واقع شده‌است. جنت‌آباد ۲۶ نفر جمعیت دارد.